# Sekou Baradji
Sekou Baradji (Argenteuil, 24 aprile 1984) è un calciatore francese con cittadinanza maliana e senegalese, di origini ivoriane, difensore o centrocampista svincolato.

## Carriera
Ha giocato nella massima serie di Francia, Inghilterra e Portogallo.